# SM UB-46
SM UB-46 – niemiecki jednokadłubowy okręt podwodny typu UB II zbudowany w stoczni AG Weser (Werk 248) w Bremie w roku 1916. Zwodowany 31 maja, wszedł do służby w Kaiserliche Marine 12 czerwca 1916 roku. W czasie swojej służby SM UB-46 odbył 5 patroli, w czasie których zatopił 4 statki o łącznej pojemności 8099 BRT. Okręt 7 grudnia 1916 roku zatonął na minie, na pozycji 41°26′N 28°35′E/41,433333 28,583333.

## Budowa
SM UB-46 był dwudziestym szóstym z typu UB II, który był następcą typu UB I. Był średnim jednokadłubowym okrętem przeznaczonym do działań przybrzeżnych, o prostej konstrukcji, długości 36,13 metra, wyporności w zanurzeniu 263 ton, zasięgu 6940 Mm przy prędkości 5 węzłów na powierzchni oraz 45 Mm przy prędkości 4 węzłów w zanurzeniu. W typie II poprawiono i zmodernizowano wiele rozwiązań, które były uważane za wadliwe w typie I. Zwiększono moc silników, pojedynczy wał zastąpiono dwoma.

## Służba
12 czerwca 1916 roku (w dniu przyjęcia okrętu do służby) dowódcą jednostki został mianowany kapitan marynarki (niem. Kapitänleutnant) Cäsar Bauer, który wcześniej był pierwszym dowódcą okrętu SM UC-12. Jednostka rozpoczęła służbę we Flotylli Pola (niem. Deutsche U-Halbflotille Pola). 7 października 1916 roku UB-46 został przeniesiony do służby na Morzu Czarnym i przydzielony do Flotylli Konstantynopol (niem. Deutsche U-Halbflottille Konstantinopel).
Okręt odbył łącznie pięć patroli, w czasie których zatopił 4 statki o łącznej pojemności 8099 BRT. Pierwszym z nich był japoński parowiec „Kohina Maru” o pojemności 3164 BRT. Statek był zbudowany w 1884 roku w stoczni Harland & Wolff w Belfaście. Płynął z Bizerta w Tunezji do Port Saidu. Został storpedowany i zatopiony w dniu 2 sierpnia 1916 roku u wejścia do portu w Aleksandrii. Statek należał do 1905 roku do japońskiego armatora Nakamura S. z Kobe. 9 sierpnia u wybrzeży Egiptu UB-46 zatopił grecki żaglowiec „Basileios” o pojemności 488 BRT.
9 października 12 mil na południowy wschód od wyspy Skyros UB-46 storpedował i zatopił brytyjski transportowiec „Huntsfall” o pojemności 4331 BRT. Zbudowany w 1906 roku w Swan, Hunter & Wigham Richardson Ltd. w Newcastle statek należący do The Moorgate Investment & Agency Co. Ltd. z Londynu płynął z ładunkiem siana z Port-Saint-Louis-du-Rhône do Salonik. Nikt z załogi nie zginął, ale kapitan statku został wzięty do niewoli. Miesiąc po przydzieleniu okrętu do Flotylli Konstantynopol, UB-46 zatopił ostatni statek w swojej historii. Był nim niewielki rosyjski statek „Melanie” (116 BRT), który został zatopiony u wybrzeży Krymu.
7 grudnia 1916 roku na pozycji 41°26′N 28°35′E/41,433333 28,583333 niedaleko od tureckiej wsi Akpinar, niecałe 20 mil od wejścia do Bosforu okręt wszedł na minę i zatonął. Nikt z załogi nie przeżył. Symboliczny grób poległych znajduje się na cmentarzu wojennym w Heikendorf.
W 1993 roku w czasie prac górniczych w wodach przybrzeżnych Kemerburgaz odkryto szczątki okrętu podwodnego, który został zidentyfikowany jako UB-46. Część z nich została wydobyta i jest prezentowana w Dardanelles Naval Museum w Çanakkale.